# لوكهيد تي-33

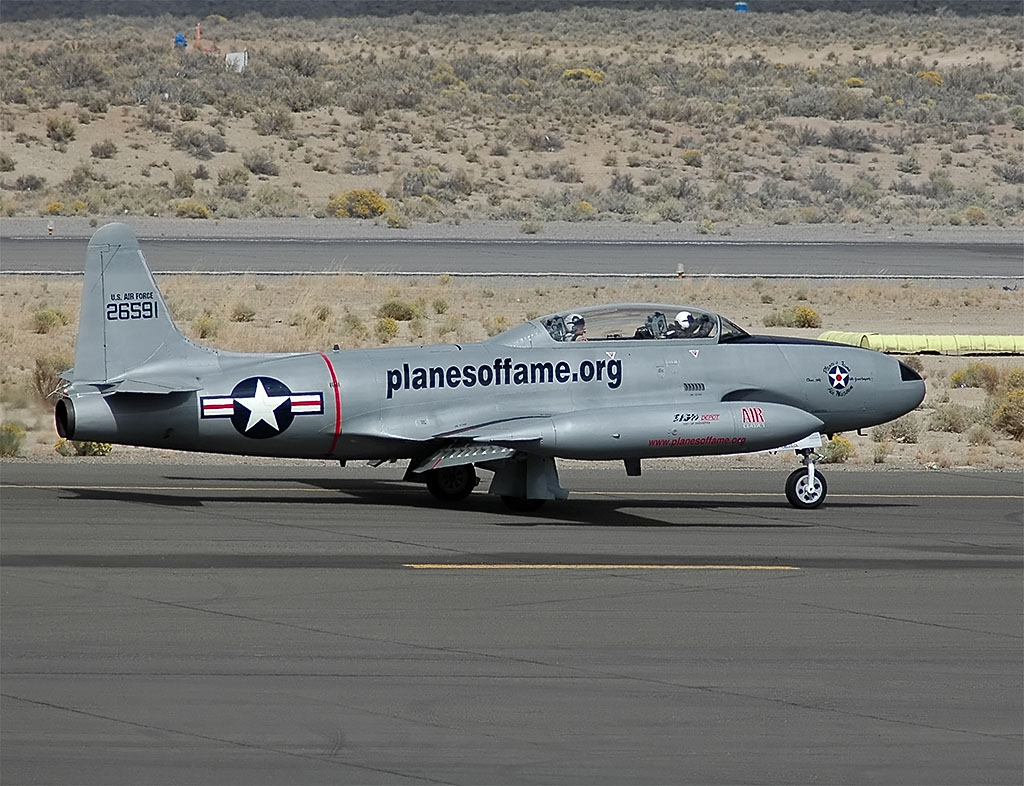
طائرة تي-33

تي-33 (بالإنجليزية: T-33)‏ طائرة تدريب نفاثة أمريكية قادرة على القتال من إنتاج شركة لوكهيد أُنتجت ما بين 1948 و1959. يبلغ طول الطائرة 11.2 متر بارتفاع 3.3 متر تجهز الطائرة بمدفعين آليين من عيار 12.7 ملم كما يمكنها حمل ما زنته 2000 رطل من المتفجرات.